# William Bergsma
Pour les articles homonymes, voir Bergsma.
William Bergsma, né le 1er avril 1921 à Oakland en Californie et mort le 18 mars 1994 à Seattle dans l'État de Washington, est un compositeur et pédagogue américain.

## Biographie
Fils d'une chanteuse d'opéra, William Laurence Bergsma apprend avec sa mère le piano et l'alto. Il étudie ensuite la composition et entre à l'université Stanford de 1938 à 1940, avant d'obtenir une charge d'enseignement à l'Eastman School of Music. À l'université de Rochester, il décroche un baccalauréat en musique en 1942 et, l'année suivante, une maîtrise en musique. 
De 1946 à 1963, il est professeur à la Juilliard School de New York, avant de le devenir, de 1963 à 1986, à l'Université de Washington, où il est en outre directeur de la Faculté de musique de 1963 à 1971. Parmi ses élèves peuvent être cités Philip Glass, Steve Reich et Karl Korte.
À deux reprises, en 1946 et en 1951, la Fondation John-Simon-Guggenheim lui décerne une bourse Guggenheim pour lui permettre de composer. Il a également reçu un prêt du National Endowment for the Arts.
William Bergsma est un compositeur qui s'attache à écrire dans un style lyrique et contrapuntique, tout en rejetant la musique sérielle européenne. Il a notamment composé deux opéras, The Wife of Martin Guerre (1956) et The Murder of Comrade Sharik (1973), dans deux styles musicaux radicalement différents. Le style de The Wife of Martin Guerre, où le livret, écrit par Janet Lewis d'après son roman éponyme, raconte un procès pour usurpation d'identité dans la France du XVIe siècle, est marqué par la présence de dissonances dont la présence s'amplifie pour atteindre un paroxysme dramatique dans la scène finale. Au contraire, The Murder of Comrade Sharik, dont le livret, écrit par le compositeur, est basé sur la nouvelle satirique Cœur de chien de Mikhaïl Boulgakov, où un homme sous le régime stalinien se transforme peu à peu en chien, adopte un style léger et humoristique qui multiple les citations d'opéras célèbres, tels Carmen de Bizet, La traviata de Verdi ou Don Giovanni de Mozart, pour créer des effets burlesques. 
William Bergsma meurt d'une crise cardiaque le 18 mars 1994 au Swedish Hospital de Seattle.

## Œuvres
- 1938 : Paul Bunyan, suite de ballet (révisé en 1945)
- 1947 : The Fortunate Islands, pour orchestre à cordes
- 1949 : Symphony no 1
- 1951 : Tangents, pour piano
- 1954 : A Carol on Twelfth Night, pour orchestre
- 1956 : The Wife of Martin Guerre, opéra
- 1956 : March with Trumpets, pour brass band
- 1958 : Concerto pour quintette à vents
- 1958 : Chameleon Variations, pour orchestre
- 1961 : Fantastic Variations on a Theme from Tristan and Isolde, pour alto et piano
- 1961 : In Celebration, pour orchestre
- 1965 : Concerto pour violon, pour violon et orchestre
- 1968 : The Sun, the Soaring Eagle, the Turquoise Prince, the God, pour chœur
- 1973 : The Murder of Comrade Sharik, opéra
- 1976 : Symphony no 2, "Voyages", pour mezzo-soprano solo, chœur, et orchestre
- 1981 : The Voice of Coelacanth, pour cor, violon, et piano
- 1984 : Variations, pour piano